# Federführung
Federführung ist die Koordination beim Zusammenwirken mehrerer Stellen, Personen oder Organisationen für die Erledigung von Aufgaben.

## Details
Beim kooperativen Zusammenwirken mehrerer Stellen, Personen oder Organisationen unterscheidet man zwischen den federführenden und den zu beteiligenden Bereichen. Dabei ist es nebensächlich, ob der Federführende die erforderlichen Tätigkeiten tatsächlich durchführt. Er kann auch veranlassen oder koordinieren, dass deren vollständige oder teilweise Erledigung durch andere Stellen erfolgt. Ebenso ist für die Federführung ohne Belang, ob der Federführende die für den Fortgang der Sache benötigte Befugnis, Fachkompetenz oder Verantwortung besitzt. Soweit der Federführende nicht selbst handelt, sammelt er die erforderlichen Informationen, veranlasst die notwendigen Vorgänge und erteilt die nötigen Aufträge an andere. Er koordiniert und überwacht alle benötigten Beiträge sachlich und terminlich. Meist bereitet er die fälligen Entscheidungen vor und sorgt für das Erreichen der gesteckten Ziele. Der Federführende hat kein stärkeres Einflussrecht als die anderen Beteiligten, die prinzipiell gleichberechtigt sind. Die Festlegung der Federführung verringert also nicht die Rechte der anderen Beteiligten, die weiterhin jederzeit eine Initiative zum Erreichen der Ziele ergreifen können. Jedoch besteht für den Federführenden im Rahmen seines Aufgabengebietes die Pflicht zur Initiative.
Die Festlegung einer Federführung ist sinnvoll, wenn mehrere Stellen, Personen oder Organisationen bei der Erfüllung von Aufgaben zusammenwirken müssen. Dabei sollte die Federführung immer nur bei einem, dem Hauptzuständigen, liegen. Die Federführung kann generell auch von Fall zu Fall wechseln und für Teilaufgaben an einen Auftragnehmer weitergegeben werden (Sekundärfederführung).
Federführende Zuständigkeiten werden oft in den Aufgabenbeschreibungen von Organisationsplänen genannt. Meist liegt die Federführung aber bei der Stelle, von der die Initiative ausgeht. Nichtfederführende Zuständigkeiten werden meistens als Mitwirkung bezeichnet.
Eine große Rolle spielt die Federführung in der öffentlichen Verwaltung. In der Gemeinsamen Geschäftsordnung der Bundesministerien wird das Adjektiv federführend rund 70 Mal verwendet.